# 希普曼 (密西西比州)
希普曼（英語：Shipman）是位於美國密西西比州喬治縣的非建制地區。

## 歷史
希普曼的郵局於1906年設立，其後於1941年停運。

## 地理
希普曼所處的海拔為高於海平面39米（即128英呎），而該地所採用的時區為UTC-6，即北美中部時區（CST）。同時該地設有夏令時間，為UTC-6調快一小時，即UTC-5（CDT）。